# Мартін Унрайн
Мартін Фрідріх Карл Унрайн (нім. Martin Friedrich Karl Unrein; 1 січня 1901, Веймар — 22 січня 1972, Мюнхен) — німецький офіцер, генерал-лейтенант вермахту. Кавалер Лицарського хреста Залізного хреста з дубовим листям.

## Біографія
Учасник Першої світової війни. Після демобілізації армії залишений в рейхсвері, служив у кавалерії. З жовтня 1936 року — викладач військового училища в Дрездені. З 10 листопада 1936 року — ад'ютант штабу 11-го армійського корпусу. Учасник Польської кампанії. З 15 січня 1940 року — командир 268-го розвідувального батальйону. Учасник Французької кампанії. 15 вересня 1940 року переведений в ОКВ. З 15 вересня 1941 року — командир 6-го мотоциклетного батальйону 6-ї танкової дивізії. Учасник боїв під Москвою. За віддання наказу про відступ був підданий суду, але виправданий. З 1 квітня 1942 року — командир 4-го моторизованого полку своєї дивізії. Відзначився у боях під Харковом. З 5 листопада 1943 року — командир 14-ї танкової дивізії. Відзначився у боях під Черкасами. 6 вересня 1944 року був важко поранений і повернувся до командування дивізією лише 30 листопада. Учасник боїв в Курляндії. З 1 лютого 1945 року — командир 3-го танкового корпусу СС, з 1 квітня — танкової дивізії «Клаузевіц». 24 квітня здався англо-американським військам. В 1947 році звільнений.

## Звання
- Фенріх (18 березня 1918)
- Лейтенант (1 липня 1922)
- Обер-лейтенант (1 жовтня 1927)
- Ротмістр (1 вересня 1933)
- Майор (1 жовтня 1938)
- Оберст-лейтенант (1 грудня 1940)
- Оберст (1 липня 1942)
- Генерал-майор (1 січня 1944)
- Генерал-лейтенант (1 липня 1944)

## Нагороди
- Залізний хрест 2-го класу (5 вересня 1918)[2]
- Загальна почесна відзнака в золоті з мечами (Велике герцогство Саксен-Веймар-Ейзенахське)[2]
- Нагрудний знак «За поранення» в сріблі[3]
- Почесний хрест ветерана війни з мечами (3 листопада 1934)[3]
- Медаль «За вислугу років у Вермахті» 4-го, 3-го і 2-го класу (18 років)[2]
- Застібка до Залізного хреста 2-го класу (12 жовтня 1939)[3]
- Залізний хрест 1-го класу (4 липня 1940)[3]
- Нагрудний знак «За танкову атаку» в бронзі (16 лютого 1942)[2]
- Німецький хрест в золоті (28 лютого 1942)
- Медаль «За зимову кампанію на Сході 1941/42» (16 липня 1942)[2]
- Почесна застібка на орденську стрічку для Сухопутних військ (18 квітня 1943)
- Лицарський хрест Залізного хреста з дубовим листям
  - лицарський хрест (10 вересня 1943)
  - дубове листя (№26 червня 1944)
- Орден Зірки Румунії, командорський хрест з мечами[2]
- Нарукавна стрічка «Курляндія» (1945)[3]